# Kanton Montfaucon-en-Velay
Kanton Montfaucon-en-Velay (fr. Canton de Montfaucon-en-Velay) je francouzský kanton v departementu Haute-Loire v regionu Auvergne. Tvoří ho sedm obcí.

## Obce kantonu
- Dunières
- Montfaucon-en-Velay
- Montregard
- Raucoules
- Riotord
- Saint-Bonnet-le-Froid
- Saint-Julien-Molhesabate